# Rodolphe Radau
Jean Charles Rodolphe Radau (født 22. januar 1835 i Angerburg, Preussen, død 21. december 1911 i Paris) var en fransk astronom.
Radau studerede i Königsberg, gik 1857 til Paris, hvor han blev naturaliseret, og hvor han væsentlig har været sysselsat med teoretiske astronomiske studier, meddelte dels i Paris-akademiets publikationer, dels i Bulletin astronomique, hvis medudgiver Radau var. Af større arbejder, publicerede i Pariserobservatoriets annaler, nævnes: Sur la théorie des refractions astronomiques (1882, 1889), Recherches concernant les inégalités planetaires du mouvement de la lune (1895), Tables de la lune (1911), grundet på Delaunays teori; de benyttes i den franske Connaissance des temps siden 1915. Radau var medlem af Bureau des longitudes siden 1899, af akademiet i Paris fra 1897 og medlem af tilsynskomiteen for observatoriet i Paris. Ved siden heraf har han skrevet talrige mere populære opsatser af astronomisk indhold i forskellige franske tidsskrifter, specielt Revue des deux Mondes fra 1864.